# Grigori Frid
Pour les articles homonymes, voir Frid.
Grigori Samuilovitch Frid (en russe : Григорий Самуилович Фрид), né le 22 septembre 1915 à Petrograd – mort le 22 septembre 2012 à Moscou, est un compositeur soviétique puis russe.

## Discographie
- Le Journal d’Anne Frank (opéra), Eva Ben-Zvi, orchestre du théâtre Bolchoï de Moscou, Andreï Tchistiakov, Le Chant du monde – LDC 288 045 (1992)
- Complete Music for Viola and Piano, Toccata Classics (2016)
- Les 3 sonates pour clarinette et piano, John Finucane, clarinette, Elisaveta Blumina, piano, MDG (2017)